# С. Дж. Редуайн
С. Дж. Редуайн (на английски: C.J. Redwine) е американска писателка на бестселъри в жанра научна фантастика и фентъзи.

## Биография и творчество
С. Дж. Редуайн е родена в Калифорния, САЩ. Обича да пише още като тийнейджърка. Получава бакалавърска степен по английска филология и педагогика от университета „Пепърдайн“(/ˈpɛpərdaɪn/) в Малибу. След дипломирането си работи няколко години като учител по английски език в частна гимназия в Лос Анджелис.
На 30-годишна възраст е диагностицирана с рак и след лечението си решава да преследва мечтата си да бъде писател, участва в писателски групи и конференции. Пише няколко години и четири ръкописа преди да намери издател.
Дебютният ѝ роман Defiance от поредицата „Дъщерята на куриера“ е публикуван през 2012 г. Джеърд, куриерът на пост-апокалиптичия град-крепост Баалбоден и на лидера му, изчезва и е обявен за мъртъв. Неговата дъщеря Рейчъл Адамс, която има уменията да оцелява и владее меча, бяга от града вярвайки, че баща ѝ е жив и ще го намери, но заради бягството си е жестоко преследвана. В нейна помощ е чиракът на Джеърд, Логан Макентир, а надеждата и романтиката са техен спътник.
През 2016 г. е издаден първият ѝ роман „Кралицата в сянка“ от поредицата „Рейвънспайър“. Принцеса Лорелай с по-малкия ѝ брат Лео бягат от двореца в Рейвънспайър, където мащехата ѝ Ирина е убила с тъмна магия баща ѝ. Кралицата наема младият крал Кол от съседното кралство, който умее да се превръща в дракон, за да преследва Лорелай, но той се влюбва в нея, и двамата ще трябва да се борят за любовта си и за свободата на тънещия в глад и нищета народ. Романът става бестселър и я прави известна.
Заедно с писането си чете лекции на писателски семинари.
Има трима сина и две дъщери, осиновени от Китай.
С. Дж. Редуайн живее със семейството си в Нешвил, Тенеси.

## Произведения

### Серия „Дъщерята на куриера“ (Defiance)
1. Defiance (2012)
2. Deception (2013)
3. Deliverance (2014)
4. Outcast (2014)

### Серия „Рейвънспайър“ (Ravenspire)
1. The Shadow Queen (2016)
Кралицата в сянка, изд.: ИК „Алма“, София (2017), прев. Маргарита Терзиева
2. The Wish Granter (2017)
3. The Traitor Prince (2018)
4. The Blood Spell (2019)

### Документалистика
- QUERY (2014)